# 7897 Богушка
7897 Богушка (7897 Bohuška) — астероїд головного поясу, відкритий 12 березня 1995 року.
Тіссеранів параметр щодо Юпітера — 3,195.